# Acacia laricina
Acacia laricina är en ärtväxtart som beskrevs av Meissner. Acacia laricina ingår i släktet akacior, och familjen ärtväxter.

## Underarter
Arten delas in i följande underarter:
- A. l. crassifolia
- A. l. laricina